# Латинізація в СРСР
Латинізація — кампанія переведення писемностей народів СРСР на латиницю, що провадилася в 1920-ті — 1930-ті рр.

## Історія
Прихильником латинізації був Луначарський. Ленін, одначе, був проти:
| «Якщо ми поспіхом почнемо здійснювати новий алфавіт або поспіхом запровадимо латинський, котрий же неодмінно потрібно буде пристосувати до нашого, то ми можемо наробити помилок і створити зайве місце, на яке спрямовуватиметься критика, говорячи про наше варварство і т. ін.. Я не сумніваюся, що настане час для латинізації російського шрифту, але зараз діяти поспіхом буде необачно.»Оригінальний текст (рос.) Если мы наспех начнём осуществлять новый алфавит или наспех введём латинский, который ведь, непременно нужно будет приспособить к нашему, то мы можем наделать ошибок и создать лишнее место, на которое будет устремляться критика, говоря о нашем варварстве и т. д.. Я не сомневаюсь, что придёт время для латинизации русского шрифта, но сейчас наспех действовать будет неосмотрительно.[1] |
Латинізацію почали з мов, що використовували писемність на основі арабської абетки, а вже до кінця 1930-х більшість мов СРСР було перекладено на латинську основу.
Було латинізовано чи створено наново алфавіти для таких мов:
1. Абазинська мова
2. Абхазька мова
3. Аварська мова
4. Адигейська мова
5. Азербайджанська мова
6. Алтайська мова
7. Асирійська мова
8. Башкирська мова
9. Белудзька мова
10. Бурятська мова
11. Вепська мова
12. Даргинська мова
13. Дунганська мова
14. Евенкійська мова
15. Евенська мова
16. Єврейсько-таджицька мова
17. Іжорська мова
18. Інгуська мова
19. Ітельменська мова
20. Кабардино-черкеська мова
21. Казахська мова
22. Калмицька мова
23. Каракалпацька мова
24. Карачаєво-балкарська мова
25. Карельська мова
26. Кетська мова
27. Киргизька мова
28. Китайська мова[2]
29. Комі мова
30. Коряцька мова
31. Кримськотатарська мова
32. Кримчацька мова
33. Кумандинська мова
34. Кумицька мова
35. Курдська мова
36. Лазька мова
37. Лакська мова
38. Лезгінська мова
39. Мансійська мова
40. Молдавська мова
41. Нанайська мова
42. Ненецька мова
43. Нивхська мова
44. Ногайська мова
45. Осетинська мова
46. Перська мова
47. Саамська мова
48. Селькупська мова
49. Табасаранська мова
50. Таджицька мова
51. Талиська мова
52. Татарська мова
53. Татська мова
54. Туркменська мова
55. Удегейська мова
56. Удінська мова
57. Уйгурська мова
58. Узбецька мова
59. Хакаська мова
60. Хантийська мова
61. Цахурська мова
62. Чеченська мова
63. Чукотська мова
64. Шорська мова
65. Шугнанська мова

Було складено та затверджено проєкти латинізації наступних мов:
1. Алеутська мова
2. Арабська мова
3. Корейська мова
4. Удмуртська мова

Але їх не було впроваджено. Розробляли проєкти латинізації всіх інших алфавітів народів СРСР (зокрема, й для української).
7 серпня 1929-го постановою ЦВК і РНК СРСР «Про новий латинізований алфавіт народів арабської писемності Союзу РСР» переходу на латиницю було надано офіційного статусу. Почався перехід на новий алфавіт газет і журналів, видавництв, навчальних закладів. З 1930-го настав новий етап латинізації: перехід на новий алфавіт народів інших мовних груп.
Усього між 1923 і 1939 рр. на латиницю було переведено 50 мов (із 72 мов СРСР, що мали писемність). Характерно, що на латиницю перевели також якутську та мову комі, що вже мали розроблені православними місіонерами алфавіти на основі кирилиці. При цьому марійська, мордовська й удмурська мови залишались із кирилицею навіть у період максимальної латинізації.
Проте в 1936-му почалась нова кампанія — переведення мов на кирилицю, що завершилося в основному до 1940-го (некирилізованими з поширених у СРСР мов залишились грузинська, вірменська, німецька та їдиш; згодом також польська, латиська,  естонська та литовська).

## Яналіф (новий алфавіт)
За створення національних латиниць проводилося в життя кілька загальних принципів, що випливали з ідеї зробити писемність стислою (для економії паперу, фарби та праці друкарів; у зв'язку з цим згадується також певна «математична формула» Яковлева щодо мінімізації кількості літер) і сприятливою швидкому злитному письму:
- уникати диграфів;
- уникати діакритичних знаків, що пишуться окремо від літер;
- замість цього застосовувати злиті діакритичні знаки (хвостики на кшталт французького седиля та перекреслювання);
- запозичувати за необхідності знаки з інших писемностей, що не вибиваються зі стилю латинської абетки;
- за необхідності перевертати літери;
- але не робити занадто багато літер, тобто відображати не тонкі позиційні варіанти звуків, а загальніші фонеми.

На практиці це вилилось у варіації такого «нового алфавіту» (тюркською яналіф, Jaŋalif): Аа, Bʙ, Сс, Çç, Dd, Ее, Əə, Ff, Gg, Ƣƣ, Hh, Ii, Jj, Kk, Ll, Mm, Nn, N̡ n̡, Oo, Ɵɵ, Pp, Qq, Rr, Ss, Şş, Tt, Uu, Vv, Xx, Yy, Zz, Ƶƶ, Ьь; також припускалося застосовувати апостроф.
Звуки, що не мали канонічного латинського способу передачі, зображались або «зайвими» літерами ([ы] як ь, [дж] як с), або літерами з діакритичними знаками: [ш] и [ч] відповідно як ş і ç; останні були пізніше використані й у турецькій абетці.

## Латинізація російської писемності
| Аа | Aa |    | Ии | Ii |    | Рр | Rr |    | Шш | Şş | Şş | Şş |
| Бб | Bb | Йй | Jj | Сс | Ss | ы  | Yy | Yy | Ьь |    |    |    |
| Вв | Vv | Кк | Kk | Тт | Tt | ь  | í  | j  | j  |    |    |    |
| Гг | Gg | Лл | Ll | Уу | Uu | ю  | ú  | ü  | Yy |    |    |    |
| Дд | Dd | Мм | Mm | Фф | Ff | я  | á  | ä  | Əə |    |    |    |
| Ээ | Ee | Нн | Nn | Хх | Xx | ё  | ó  | ö  | Ɵɵ |    |    |    |
| Жж | Ƶƶ | Оо | Oo | Цц | Çç |    |    |    |    |    |    |    |
| Зз | Zz | Пп | Pp | Чч | Cc |    |    |    |    |    |    |    |

Приклади написання за трьома проєктами:
| кирилиця | латиниця | латиниця | латиниця |        | кирилиця | латиниця | латиниця | латиниця |
| кирилиця | 1        | 2        | 3        | 1      | кирилиця | 2        | 3        |          |
| -------- | -------- | -------- | -------- | ------ | -------- | -------- | -------- | -------- |
| этот     | etot     | etot     | etot     |        | лук      | luk      | luk      | luk      |
| еда      | jeda     | jeda     | jeda     | люк    | lúk      | lük      | lyk      |          |
| подъезд  | podjezd  | podjezd  | podjezd  | мол    | mol      | mol      | mol      |          |
| ёлка     | jolka    | jolka    | jolka    | мёл    | mól      | möl      | mɵl      |          |
| подъём   | podjom   | podjom   | podjom   | мель   | melí     | melj     | melj     |          |
| яма      | jama     | jama     | jama     | кон    | kon      | kon      | kon      |          |
| изъян    | izjan    | izjan    | izjan    | конь   | koní     | konj     | konj     |          |
| юг       | jug      | jug      | jug      | топ    | top      | top      | top      |          |
| адъюнкт  | adjunkt  | adjunkt  | adjunkt  | топь   | topí     | topj     | topj     |          |
| рай      | raj      | raj      | raj      | дьяк   | djak     | djak     | djak     |          |
| зной     | znoj     | znoj     | znoj     | льёт   | ljot     | ljot     | ljot     |          |
| улей     | ulej     | ulej     | ulej     | вьюга  | vjuga    | vjuga    | vjuga    |          |
| дуй      | duj      | duj      | duj      | все    | vse      | vse      | vse      |          |
| мел      | mel      | mel      | mel      | всё    | vsó      | vsö      | vsɵ      |          |
| мал      | mal      | mal      | mal      | чёрный | cornyj   | cornyj   | cornьj   |          |
| мял      | mál      | mäl      | məl      |        |          |          |          |          |